# José Miguel García Cortés
José Miguel García Cortés (Valencia, 8 de octubre de 1955) es un profesor, historiador del arte, comisario y crítico de arte español. 

## Biografía
Desde el 23 de septiembre de 2014 es director gerente del IVAM después de haber sido elegido por un concurso internacional.
Doctor en Filosofía por la Universidad de Valencia y profesor de Teoría del arte en la Facultad de Bellas Artes de la Universitat Politécnica de Valencia, fue director fundador del Espai d’Art Contemporani de Castelló desde 1998 hasta el 2003 y director de la sala La Gallera en los años 1997 y 1998. 
Es autor de una decena de libros como Metrópolis visionarias (2014), Otras ciudades posibles (2012) Gilbert & George. Escenarios Urbanos (2007) o Políticas del espacio. Arquitectura, Género y control Social (2006). También ha trabajado como editor de diferentes publicaciones y ha participado en numerosos libros colectivos y catálogos de arte contemporáneo. 
Ha comisariado diversas exposiciones temáticas, como Ciudad Total y Malas Calles en el IVAM; Medianoche en la Ciudad en ARTIUM; o Cartografías Disidentes organizada por la Sociedad Estatal de la Acción Cultural Exterior SEACEX, que itineró por ciudades como Santiago de Chile, Caracas, La Habana, Buenos Aires, Lima o México DF, así como exposiciones individuales de artistas como Jeff Wall, Pepe Espaliú, Gilbert & George o Christian Boltanski, entre otros.
Cortés ha ejercido la crítica de arte en numerosos medios especializados e impartido cursos y conferencias en distintos museos, universidades y centros de arte.
Desde que está al cargo de la dirección del IVAM, Cortés ha implementado nuevos criterios de exhibición de la Colección del IVAM, con una sala permanente dedicada a Julio González y dos galerías (3 y 4) reservadas a mostrar las obras de arte de la Colección de modo continuado. Una de las señas de identidad del museo es la preocupación artística y sociocultural por el área geográfica del Mediterráneo, con la presencia de artistas de países del Magreb u Oriente Medio. También ha introducido como novedad los Casos de Estudio que son proyectos que vinculan el marco expositivo con la investigación, documentación y análisis de la obra de artistas determinantes en el último siglo como Bruce Nauman o Grete Stern.
Su línea de actuación apuesta por exposiciones temporales únicas y proyectos concebidos teniendo en cuenta la personalidad propia del IVAM. Desde el año 2014 Cortés ha presentado exposiciones como Tristes Armas. Josep Renau y Martha Rosler ante la guerra, Gillian Wearing, Harun Farocki. Lo que está en juego, Construyendo Nuevos Mundos. Las Vanguardias históricas en la Colección del IVAM 1914-1945 o En Tránsito, entre otras.
Bajo la dirección de Cortés, el IVAM ganó en 2014 un 48% más de visitantes con uno de los presupuestos más bajos de su historia, unos 5,6 millones de euros.